# Rožňavské Bystré
Rožňavské Bystré je obec na Slovensku v okrese Rožňava. Obec se nachází v sousedství národního parku Slovenský kras. V obci žije 597 obyvatel.

## Kultura a zajímavosti

### Památky
- Evangelický kostel, jednolodní klasicistní stavba se segmentovým ukončeným presbytářem a představenou věží z roku 1844. Místní tradice říká, že byl postaven na místě staré husitské modlitebny. V interiéru se nachází pozdně barokní oltář z poloviny 18. století, který sem byl přenesen z Kameňan v roce 1844. Oltář se skládá z centrálního obrazu Poslední večeře, který je lemován architekturou tordovaných sloupů. V nástavci se nachází reliéf s motivem Nejsvětější Trojice. Kazatelna je klasicistní s datací 1844. Kostel má hladké fasády, věž je ukončena barokní helmicí s laternou.

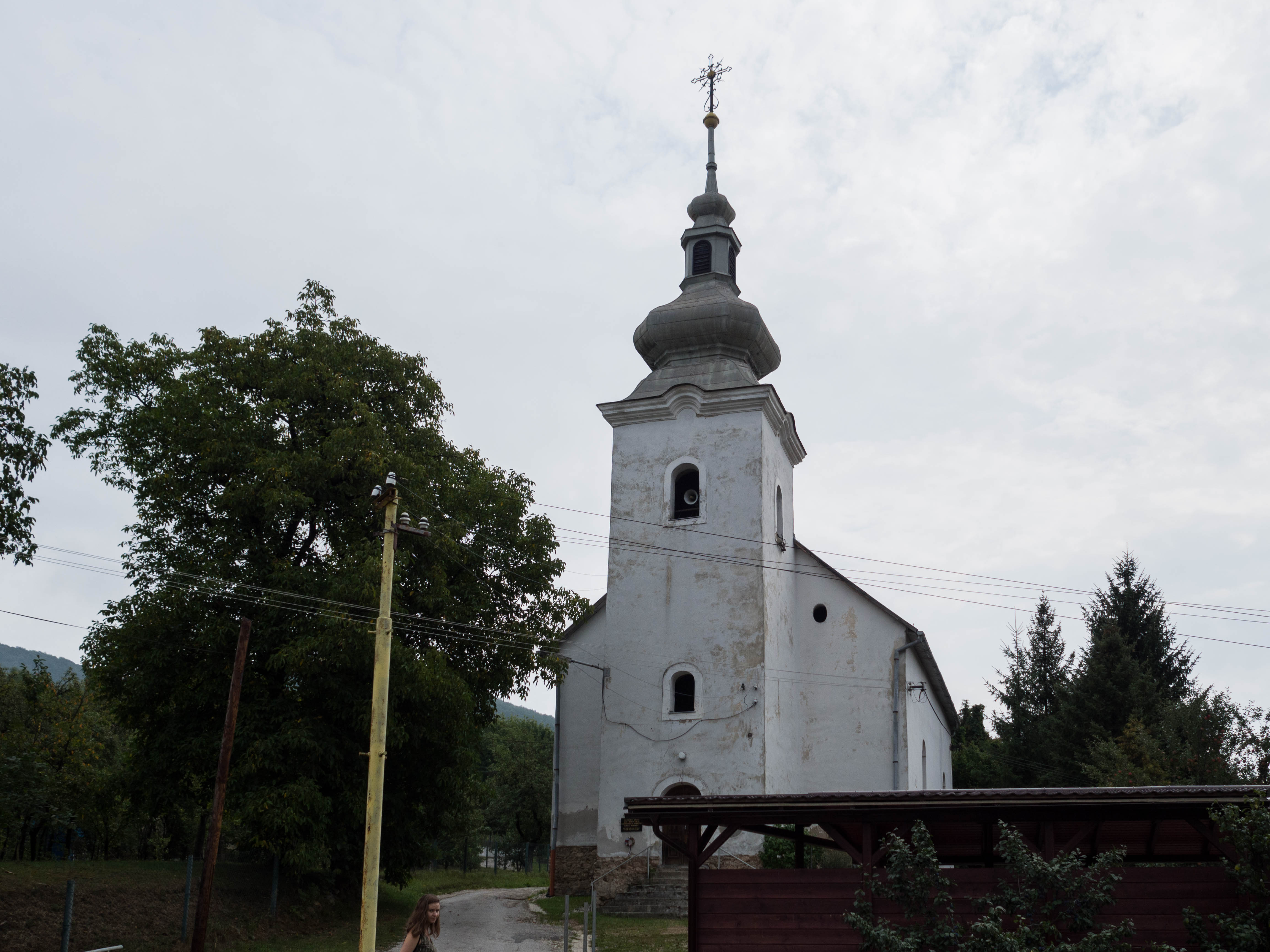
Evangelický kostel
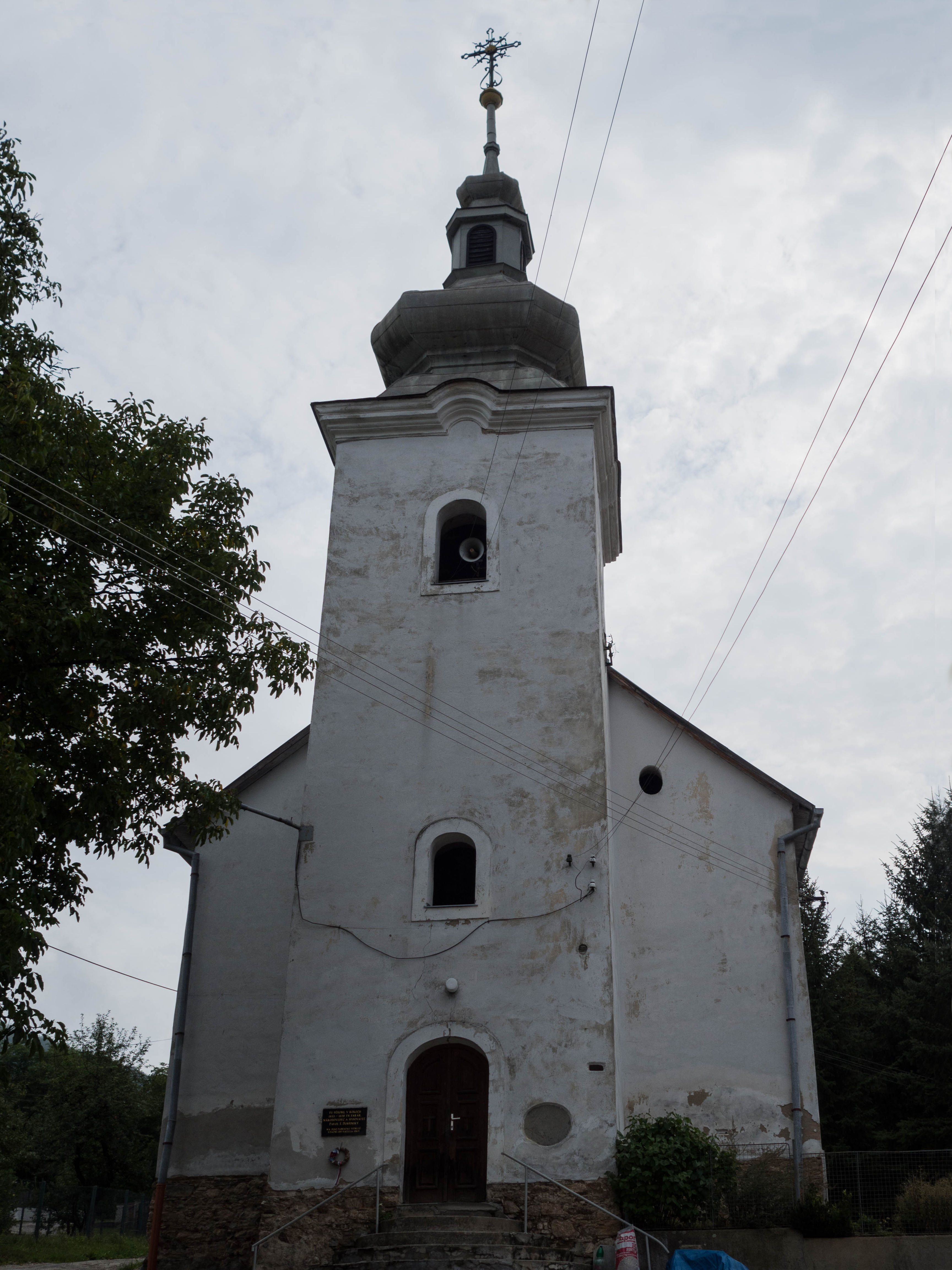
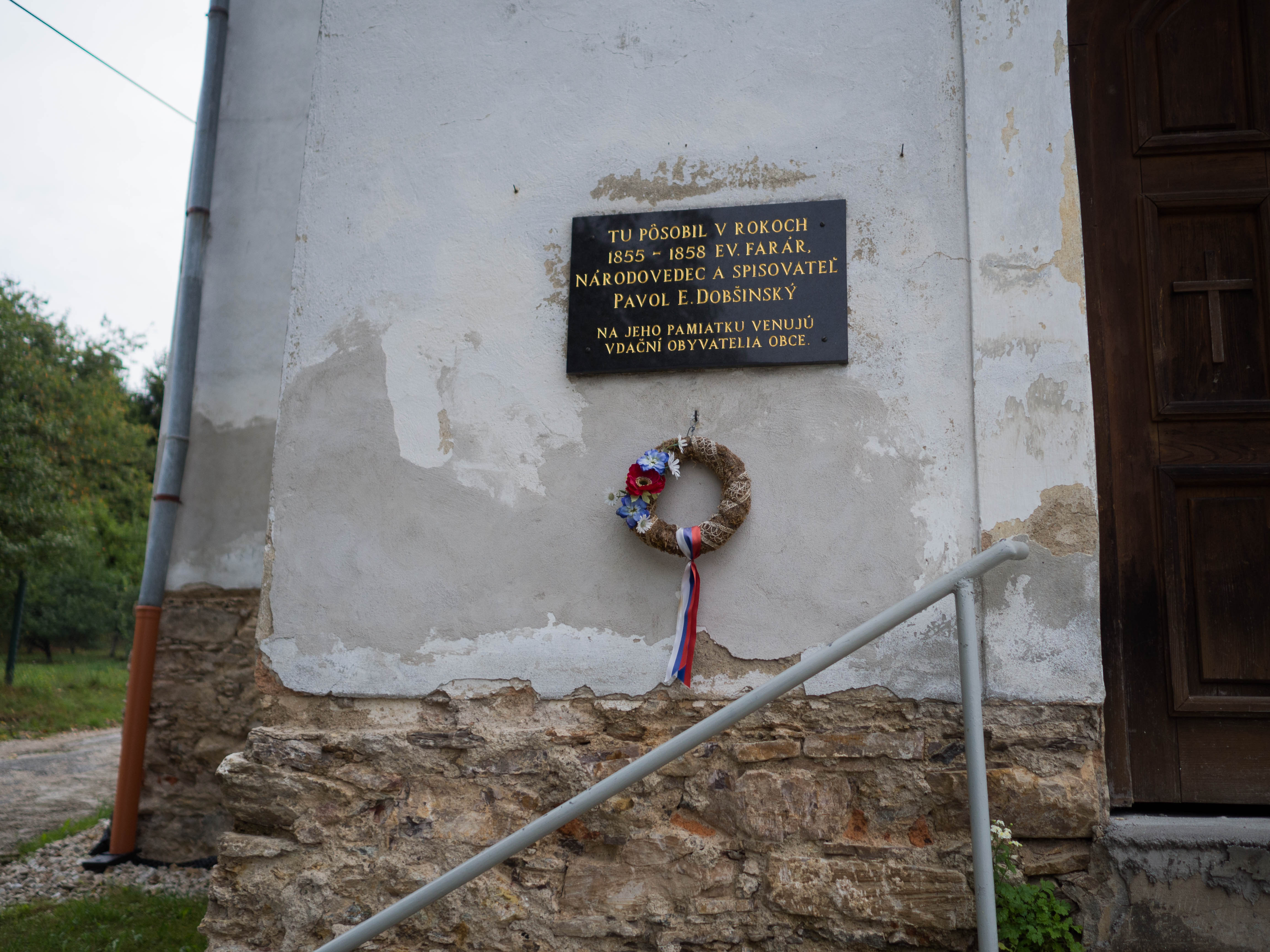
Památná tabule Pavla Dobšinského

## Osobnosti obce

### Působili zde
- Pavol Dobšinský (* 1828 - † 1885), místní evangelický farář (1855-1858), prozaik a sběratel lidové slovesnosti